# Wladimir (Put Put Putin)
Wladimir (Put Put Putin) ist der Titel eines Liedes der Wiener Band Rammelhof, das den Protestsongcontest 2015 gewonnen hat.

## Inhalt
Das Lied wurde auf Deutsch mit einem stark ostösterreichischen Dialekt aufgenommen und ist ein satirischer Angriff auf das russische Staatsoberhaupt Wladimir Wladimirowitsch Putin und seine Ukrainepolitik. Die Band selbst erklärt allerdings, dass es nicht nur gegen den Politiker alleine gerichtet sei, sondern auch eine Kritik nach dem Wunsch starker Führungspersönlichkeiten in der Bevölkerung. Dies kommt im Refrain zum Ausdruck, der sich auch auf Angela Merkel und Barack Obama bezieht:
Die Deutschn haum de Mutti und de Russn den Putin, 

Und die A-merikana den Barack Obama, 

Denen kommen gleich die Tränen vor lauter Rührung. 

Weil die meisten Leute – wollen a starke Führung!

## Verbreitung
Das Video wurde bereits im Dezember 2014 auf YouTube veröffentlicht, ohne große Beachtung zu finden. Erst als die Ukrainer es trotz der für sie fremden und schwierig zu verstehenden Sprache entdeckten, verbreitete es sich rasant. Das Video wurde bis 200.000 Mal pro Tag angeklickt. Am 28. Februar 2015 sperrte Google das Original-Video auf YouTube mit der Begründung, dass es gegen die YouTube-Richtlinie zu Spam, Betrug und irreführender Werbung verstößt.

## Besonderheiten
Der Text ist auch in einer englischen und russischen Fassung verfügbar.